# 오오카가와촌
오오카가와촌(일본어: 大岡川村)은 1889년 4월 1일부터 1927년 4월 1일까지 존재했던 일본 가나가와현 구라키군의 촌이다.

## 역사
- 1889년 4월 1일 - 정촌제 시행에 의해 호리노우치촌, 마키타촌, 이도가야촌, 시모오오오카촌, 가미오오오카촌, 히로아키지촌, 나가타촌, 이사토촌, 나카사토촌, 벳쇼촌, 사이토촌, 구보촌이 합병해 성립하였다.
- 1911년 4월 1일 - 요코하마시의 제2차 시역 확장에 의해, 북부(호리노우치, 이도가야, 마키타, 고묘지, 시모오오오카)가 요코하마시에 편입하였다.
- 1927년
  - 4월 1일 - 잔부(카미오오카, 나가타, 이사토, 나카사토, 벳쇼, 사이토, 쿠보)가 요코하마시에 편입하였다. 같은 날 오오오카가와촌은 폐지하였다.
  - 10월 1일 - 요코하마시가구제 시행해. 구 촌역이 중구가 되었다.
- 1943년 12월 1일 - 나카구의 고토부키 경찰서, 오오오카 경찰서 관내가 분구 해 미나미구를 신설. 구 촌역이 미나미구가 되었다.
- 1969년 10월 1일 - 미나미구의 코난지소 관내가 분구 해 코난구를 신설. 1911년 편입의 구역이 미나미구에, 1927년 편입의 구역이 고난구가 되었다.

## 교통

### 철도 노선
- 요코하마 전기철도(후에 요코하마시 전철)
  - 이도가야 선 : (이도가야 역전) - 이도가야 - 쓰루마키 - 미치마치 1초메
  - 고묘지 선 : 오산노미야 - 미야모토마치 1초메 - 미야모토마치 3초메 - 미치마치 1초메 - 미치마치 3초메 - 히로묘지

쇼난 전기철도(현 게이힌 급행전철)의 이도가야 역, 고묘지 역, 가미오오카 역, 요코하마 시영 지하철 블루라인의 마키타 역, 고묘지 역, 가미오오카 역은 당시에는 미개업.

### 도로
- 가마쿠라 가도(현재의 가나가와 현도 21호 요코하마 가마쿠라 선)

## 참고 문헌
- 角川日本地名大辞典編纂委員会,『角川日本地名大辞典 神奈川県』1984, 角川書店